# Prince de Belmonte
Pour les articles homonymes, voir Belmonte.

Prince de Belmonte

Prince de Belmonte (en italien Principe di Belmonte) est un titre nobiliaire créé en 1619 par la Couronne espagnole pour les barons de Badolato et de Belmonte, comtes héréditaires de Lavagna et descendants directs de la famille papale des Fieschi, anoblie au XIe siècle. Le titre de « prince de Belmonte » a été créé selon les règles de la noblesse espagnole. 
À partir du XVIIIe siècle, on a accordé aux princes de Belmonte le titre de « Fürsten », ou princes du Saint-Empire, avec le prédicat d'Altesse sérénissime. Les Belmonte portent plusieurs titres secondaires.
Les princes de Belmonte possèdent le Palazzo Belmonte, dans le golfe de Salerne, au sud d'Amalfi en Italie, mais leur nom se réfère à la ville de Belmonte, maintenant Belmonte Calabro.  
Le prince actuel est Don Angelo, prince de Belmonte, qui a succédé à son père en 1982.

## Ascendance

Fieschi

Ravaschieri

Pinelli

Pignatelli

Les princes de Belmonte descendent des Fieschi, comtes de Lavagna, une famille ancienne de Ligurie. Ils comptent parmi leurs ancêtres Sinibaldo, pape sous le nom d'Innocent IV et fils d'Ugone Fieschi, comte de Lavagna, Ottobuono, pape sous le nom d'Adrien V et fils de Thedisius Fieschi, ainsi que plusieurs cardinaux, un roi de Sicile, Jacopo Fieschi vice-roi de Naples sous le règne du roi René (René Ier de Naples), trois saints parmi lesquels sainte Catherine de Gênes (1447-1510), ainsi que des généraux que des amiraux de Gênes et d'autres États. Le comte Ugone fut le premier à porter le nom « Fiesco » ou Fieschi. Au XIIIe siècle, les Fieschi étaient des alliés à Gênes de la Maison de Grimaldi, dont une branche règne aujourd'hui sur la principauté de Monaco, dans la lutte entre les partis guelfe et gibelin. Par leur alliance avec une branche des Pignatelli, les princes de Belmonte se rattachent aussi plus tard à un troisième pape, Innocent XII, et saint Joseph Pignatelli (de la Compagnie de Jésus) de Saragosse.
Rubaldo de Fiesco ou « Fieschi » avait été créé comte de Lavagna en 1060. Au XIIe siècle (1158) Frédéric Barberousse, empereur du Saint-Empire romain germanique, a confirmé aux Fieschi des droits féodaux sur Lavagna : les bénéficiaires ont inclus Rubaldo et ses neveux Gulielmo, Tebaldo, Enrico, Ruffino, Aldedado, Gherardo ; Ottone et son frère Ugone ; Alberto et son frère Beltramino, le fondateur de la famille Ravaschieri. Les Ravaschieri devinrent des banquiers d'importance : Giovanni Battista Ravaschiero fut trésorier royal (le « Maestro di Zecca ») sous Sa Majesté Impériale Charles V l'Empereur du Saint Empire (1516-1554) et son sceau « IBR » apparaît souvent sur la monnaie de ce temps. Giovanni Battista était d'une fratrie de sept enfants, dont l'aîné Giovan Francesco fut prieur de Bari de l'Ordre de Malte (1555). Germano Ravaschiero a pris la suite de son père comme « Maestro di Zecca », sous le roi Philippe II d'Espagne, et il fut le père de Giovan Battista Ravaschieri, premier baron de Badolato, et donc le grand-père de Don Orazio, premier prince de Belmonte.

## Autres titres
- Prince de Belmonte : accordé à Don Orazio Giovan Battista Ravaschieri Fieschi, des comtes anciens de Lavagna, par Philippe III d'Espagne, le 5 mars 1619.
- Prince du Saint-Empire Romain (Reichsfürst) : accordé à Don Antonio Pignatelli y Aymerich, 2e marquis de San Vicente, mari de la 6e princesse de Belmonte (en propre), par Charles VI, le 9 septembre 1726. La formule Son Altesse Sérénissime (SAS) le Prince (ou la Princesse) de Belmonte et du Saint-Empire Romain a cessé d'être utilisée par les princes de Belmonte à la mort de la princesse (Reichsfürstin) Donna Francesca di Paola (Paolina) en 1911.
- Grand d'Espagne de 1re classe, avec droit au prédicat Sa/Son Excellence (Sua Eccellenza) ou le Plus Excellent (Eccellentissime). Officiellement appelé Mon Cousin (primo) par le roi d'Espagne (accordé le 15 juillet 1712). (Voir Grandee)
- Prince de Muro Leccese : accordé à Don Antonio Maria Pignatelli, 8e prince de Belmonte et du Saint-Empire Romain, par Ferdinand Ier des Deux-Siciles, le 3 octobre 1797.
- Duc d'Acerenza : accordé à Don Cosimo Pinelli par Philippe II d'Espagne, le 12 avril 1593.
- Duc de Corigliano d'Otranto : accordé à Don Antonio Maria Pignatelli, 8e prince de Belmonte et du Saint-Empire Romain, par Ferdinand Ier des Deux-Siciles, le 3 octobre 1797.
- Marquis d'Argensola : accordé par Philippe V d'Espagne le 12 juin 1702 à Don Geronimo Rocaberti-Pau-Bellera, dont la mère était Agnès, dame d'Argensola.
- Marquis de Castellabate : accordé à Don Parise Granito par Charles VII de Naples (futur Charles III d'Espagne) le 29 novembre 1745.
- Marquis de Galatone : contrôle féodal depuis le 5 octobre 1557, titre accordé à Don Stefano Squarciafico, patricien de Gênes, par Philippe II d'Espagne le 29 juin 1562.
- Marquis de San Vicente : accordé en 1694 à Don Domenico Pignatelli y Vaez, par Charles II d'Espagne ; élevé la grandesse d'Espagne en 1771 par Charles III d'Espagne).
- Comte de Copertino : contrôle féodal depuis le 5 octobre 1557, titre accordé à Don Stefano Squarciafico, patricien de Gênes, par Philippe II d'Espagne le 29 juin 1562.
- Baron d'Agua Freda
- Baron de Badolato : accordé à Don Giovan Battista Ravaschieri, le 21 avril 1604
- Baron de Belmonte
- Baron de Rocca Cilento
- Baron de Tresino
- Baron de Veglie : contrôle féodal depuis le 5 octobre 1557, titre accordé à Don Stefano Squarciafico, patricien de Gênes, par Philippe II d'Espagne le 29 juin 1562.

## Résidences
- Castello di Belmonte, Belmonte Calabro.
- Acerenza
- Castello di Galatone
- Castello di Copertino
- Palazzo Belmonte